# Achille Valenciennes
Achille Valenciennes (París, 9 de agost del 1794 - París, 13 d'abril del 1865) fou un zoòleg francès.
Va exercir com a professor al Museu d'Història Natural de París l'any 1832 i fou membre de l'Académie des Sciences el 1841. Les seues investigacions sobre els cucs paràsits de l'ésser humà van representar una destacada aportació a l'estudi de la parasitologia i va dur a terme diverses classificacions sistemàtiques en les que va relacionar espècies fòssils i actuals.

## Publicacions
- Valenciennes, A., 1822: Sur le sous-genre Marteau, Zygaena. Memoires du Museum National d'Histoire Naturelle v. 9: 222-228, Pls. 1-2.
- Valenciennes, A., 1824: Description du cernié: Polyprion cernium. Memoires du Museum National d'Histoire Naturelle 11: 265-269, Pl. 17.
- Valenciennes, A., 1832: Nouvelles observations sur le capitan de Bogota, Eremophilus mutisii. A: Voyage de Humboldt et Bonpland, Deuxième partie. Observations de Zoologie et d'Anatomie comparée. París. Voyage de Humboldt et Bonpland, Deuxième partie. 2 (Title page 1833): 341-348.
- Valenciennes, A., 1832: Descriptions de plusieurs espèces nouvelles de poissons du genre Apogon. Nouvelles Annales du Muséum d'Histoire Naturelle (Paris) 1: 51-60, Pl. 4.
- Valenciennes, A., 1832: Description d'une grande espèce de squale, voisin des leiches. Nouvelles Annales du Muséum d'Histoire Naturelle (Paris) 1: 454-468, Pl. 20.
- Valenciennes, A., 1832: Poissons. Pp. 337-399, Pls. 1-4. A: Voyage aux Indes-Orientales, publié par Charles Bélanger. París. Poissons. Pp. 337-399, Pls. 1-4.
- Valenciennes, A., 1834-1842: Poissons (plates). A: A. d'Orbigy. Voyage dans l'Amérique méridionale. Voyage dans l'Amérique méridionale.. Pls. 1-16.
- Cuvier, G. & A. Valenciennes, 1837: Histoire naturelle des poissons. Tome douzième. Suite du livre quatorzième. Gobioïdes. Livre quinzième. Acanthoptérygiens à pectorales pédiculées. Histoire naturelle des poissons. 12: i-xxiv + 1-507 + 1 p., Pls. 344-368.
- Valenciennes, A., 1837-1844: Ichthyologie des îles Canaries, ouhistoire naturelle des poissons rapportés par Webb & Berthelot. A: P. B. Webb & S. Berthelot. Histoire naturelle des îles Canaries. París, 1835-1850. Ichthyologie des îles Canaries, ou histoire naturelle des poissons rapportés par Webb & Berthelot. 2 (pt 2).
- Valenciennes, A., 1838-1842: Les poissons. A: Cuvier, G., Le règne animal distribué d'après son organisation, pour servir de base à l'historie naturelle des animaux, et d'introduction a l'anatomie comparée. [Troisième] édition...par une rëunion... Le règne animal distribué d'après son organisation, ...
- Valenciennes, A., 1839: Quelques observations sur les Poissons que M. Pentland a rapportés du lac Titicaca et des autres points élevés des Andes. L'Institut 7: 118.
- Valenciennes, A., 1841: Aspidophoroide. A: D'Orbigny, C. (ed.): Dictionnaire Universel d'Histoire Naturelle 1839-1849. Renard, Martinet et C. T., París. 2: 237-238 2: 237-238.
- Valenciennes, A., 1846: Table + Ichthyology Pls. 1-10. A: A. du Petit-Thouars. Atlas de Zoologie. Voyage autour du monde sur la frégate "la Vénus", pendant les années 1836-1839.
- Valenciennes, A., 1847: Poissons. Catalogue des principales espèces de poissons, rapportées de l'Amérique méridionale. A: A. d'Orbigny. Voyage dans l'Amérique méridionale. 5 (pt 2): 1-11.
- Valenciennes, A., 1855: Ichthyologie. Pp. ii-iii + 297-351. A: A. du Petit-Thouars. Voyage autour du monde sur la frégate "la Vénus", pendant les années 1836-1839. Zoology. París.
- Valenciennes, A., 1858: Description d'une nouvelle espèce d'Aspidophore pêché dans l'une des anses du port de l'empereur Nicolas ... Comptes rendus hebdomadaires des séances de l'Académie des Sciences. 47: 1040-1043.
- Valenciennes, A., 1861: Rapport sur les collections des espèces de mammifères déterminées par leurs nombreaux ossements fossiles recueillis par M. Albert Gaudry, à Pikermi, près d'Athènes, pendant son voyage en Attique. Comptes Rendus Hebdomadaires des séances de l'Académie des sciences 52: 1295-1300.
- Valenciennes, A., 1862: Description de quelques espèces nouvelles de poissons envoyées de Bourbon par M. Morel, directeur du Muséum d'Histoire naturelle de cette île. Comptes Rendus Hebdomadaires des séances de l'Académie des sciences 54: 1165-1170; (suite) 1201-1207.

## Observacions
L'abreviatura Valenciennes s'utilitza per a indicar Achilles Valenciennes com a autoritat científica en la descripció i taxonomia zoològica.